# Grupo Alacrán
Grupo Alacrán - specjalna grupa operacyjna Argentyńskiej Żandarmerii Narodowej, często przedstawiana jako Equipo Antiterrorista de Gendarmería (Grupa Antyterrorystyczna Żandarmerii). Bazą jednostki jest miasto Evita. Grupa ma w założeniu reagować na sytuacje zagrożenia terrorystycznego na obszarze całej Argentyny, lecz w praktyce działa głównie na terenach wiejskich. Grupa ta zajmuje się także ochroną osobistości rządowych i oficjeli podczas ich przejazdu przez tereny niezurbanizowane.